# Impero neo-babilonese
Il cosiddetto Impero neo-babilonese (detto anche Impero caldeo) sorse in Mesopotamia nel 626 a.C. e cadde nel 539 a.C. Durante i tre secoli precedenti, Babilonia era stata governata dai suoi vicini del nord, anch'essi di lingua accadica, gli Assiri. Un anno dopo la morte dell'ultimo potente sovrano assiro, Assurbanipal, nel 627 a.C., l'Impero assiro venne scosso da una serie di brutali guerre civili. Babilonia si ribellò, sotto Nabopolassar, e in alleanza con Medi, Persiani, Sciti e Cimmeri, saccheggiò la città di Ninive nel 612 a.C., e la sede dell'impero fu trasferita a Babilonia per la prima volta dalla morte di Hammurabi nella metà del XVIII secolo a.C.. Questo periodo vide un miglioramento generale della vita economica e della produzione agricola e un grande sviluppo di progetti architettonici, artistici e scientifici.
Il periodo neo-babilonese ebbe termine con il re Nabonide nel 539 a.C. Ad est, i Persiani di Ciro il Grande stavano crescendo in forza e alla fine conquistarono Babilonia.

## Antefatto storico
Babilonia fu soggetta e dominata dagli Assiri durante il periodo neo-assiro (911-612 a.C.), come era spesso accaduto durante l'Impero medio-assiro (1365-1020 a.C.). Gli Assiri della Mesopotamia superiore erano stati in genere in grado di pacificare le loro relazioni meridionali attraverso la potenza militare, installando un re fantoccio o concedendo maggiori privilegi.

### Rinascita delle antiche tradizioni
Dopo che Babilonia riacquistò la propria indipendenza, i governanti neo-babilonesi erano profondamente consapevoli dell'antichità del loro regno e perseguirono una politica archetradizionista, facendo rivivere gran parte della cultura antica sumero-accadica. Anche se l'aramaico era diventato la lingua di tutti i giorni, l'accadico era ritenuto il linguaggio dell'amministrazione e della cultura. Le espressioni arcaiche di 1500 anni prima furono reintrodotte nelle iscrizioni accadiche, insieme alle parole nella lunga [non parlata] lingua sumera. Anche la neo-babilonese scrittura cuneiforme venne modificata per renderla simile all'antica scrittura accadica del III millennio a.C.
Antiche opere d'arte del periodo d'oro della gloria imperiale di Babilonia furono trattate con venerazione quasi religiosa e furono accuratamente custodite. Ad esempio, quando fu trovata una statua di Sargon di Akkad durante i lavori di costruzione, fu realizzato un tempio a lui dedicato, e vennero date delle offerte. La storia racconta di come Nabucodonosor II, nei suoi sforzi per restaurare il Tempio a Sippar, dovette fare ripetuti scavi finché non trovò il deposito di fondazione di Naram-Sin. La scoperta poi gli permise di ricostruire correttamente il tempio. I Neo-Babilonesi resuscitarono anche l'antica pratica Sargonide di nominare una figlia reale come sacerdotessa del dio della luna Sîn.

### Vita culturale ed economica
Si conosce molto di più sulla cultura mesopotamica e sulla vita economica sotto i Neo-Babilonesi che sulla struttura e sui meccanismi dell'amministrazione imperiale. È chiaro che per la Mesopotamia meridionale il periodo neo-babilonese fu un rinascimento. Grandi tratti di terra furono aperti alla coltivazione. La pace e il potere imperiale misero a disposizione risorse per espandere i sistemi di irrigazione e costruire un ampio sistema di canali. La campagna babilonese era dominata da grandi proprietà, che venivano date ai funzionari governativi come forma di ricompensa. Le proprietà erano generalmente gestite da imprenditori locali che prendevano una parte dei profitti. Le popolazioni rurali erano legate a queste proprietà, fornendo sia lavoro che affitti ai proprietari terrieri.
La vita urbana fiorì sotto i Neo-Babilonesi. Le città avevano un'autonomia locale e ricevevano privilegi speciali dai re. Centrate sui loro templi, avevano i loro tribunali, e i casi venivano spesso decisi nelle assemblee. I templi dominavano la struttura sociale urbana, proprio come facevano con il sistema legale. Lo stato sociale e i diritti politici di una persona erano determinati da dove era collocata in relazione alla gerarchia religiosa. I lavoratori liberi come gli artigiani godevano di uno status elevato ed era nata una sorta di gilda, il che conferiva loro un potere contrattuale collettivo. Il periodo vide un miglioramento generale della vita economica, della produzione agricola e un significativo aumento dei progetti architettonici, delle arti e delle scienze.

## Dinastia Neo-Babilonese
XI dinastia di Babilonia (Neo-Babilonese)
- Nabu-apla-usur 626–605 a.C.
- Nabu-kudurri-usur II 605–562 a.C.
- Amil-Marduk 562–560 a.C.
- Neriglissar 560–556 a.C.
- Labaši- Marduk  556 a.C.
- Nabonide 556–539 a.C.

### Nabopolassar 626–605 a.C.

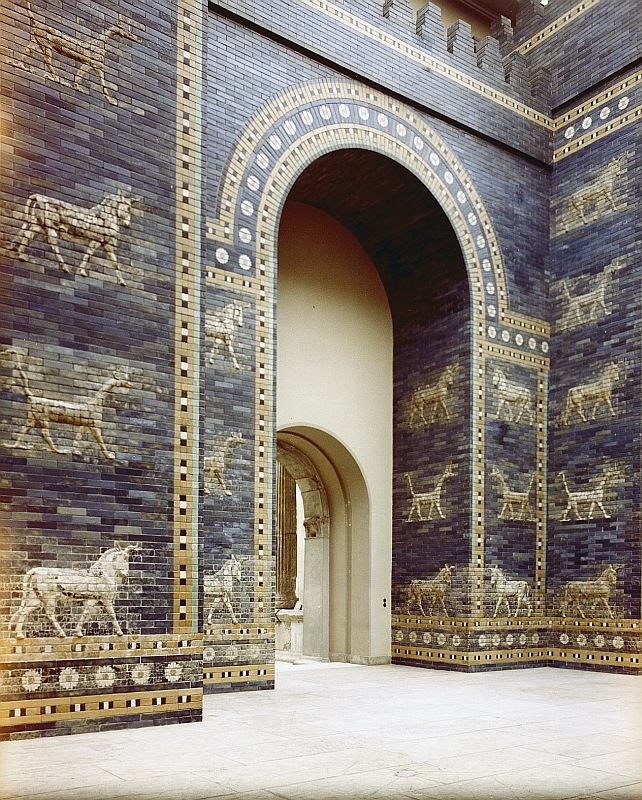
La Porta di Ishtar di Babilonia ricostruita al Pergamonmuseum (Berlino)

Dopo la morte di Assurbanipal, nel 627 a.C., l'Impero assiro iniziò a disintegrarsi, lacerato da conflitti interni. Assur-etil-ilani aveva co-governato con Assurbanipal dal 630 a.C., mentre un governatore assiro chiamato Kandalanu sedeva sul trono di Babilonia per conto del suo re. Babilonia sembrava sicura fino a quando sia Ashurbanipal sia Kandalanu morirono nel 627 a.C., e l'Assiria entrò in una spirale di guerre civili che alla fine portarono alla sua distruzione. Un generale assiro, Sin-shumu-lishir, si ribellò nel 626 a.C. e si dichiarò re di Assiria e Babilonia ma fu prontamente cacciato dall'esercito assiro fedele al re Ashur-etil-ilani nel 625 a.C. Babilonia fu poi presa da un altro figlio di Assurbanipal, Sin-shar-ishkun, che si autoproclamò re. Il suo governo non durò a lungo, tuttavia, poiché i Babilonesi si ribellarono. Nabopolassar si appropriò del trono, nel mezzo di questa confusione, e nacque così la dinastia neo-babilonese. Babilonia, nel suo insieme, divenne un campo di battaglia tra il re Ashur-etil-ilani e suo fratello Sin-shar-ishkun che si combattevano in tutta la regione. Questa situazione di anarchia permise a Nabopolassar di rimanere sul trono della città di Babilonia, trascorrendo indisturbato i successivi tre anni e consolidando la sua posizione.
Tuttavia, nel 623 a.C., Sin-shar-ishkun uccise suo fratello, il re, nella battaglia di Nippur e ascese al trono di Assiria iniziando a riconquistare Babilonia a Nabopolassar. Questi fu costretto a subire gli eserciti assiri accampati a Babilonia nei successivi sette anni. Tuttavia, riuscì a resistere aiutato dalla continua guerra civile nella stessa Assiria, che ostacolò notevolmente i tentativi di Sin-shar-ishkun di riconquistare le parti di Babilonia detenute da Nabopolassar. Questi prese Nippur nel 619 a.C., un centro chiave del "pro-assirismo" a Babilonia, e dal 616 a.C. ebbe ancora il controllo di gran parte della Mesopotamia meridionale. L'Assiria, ancora lacerata da conflitti interni, aveva ormai perso il controllo delle sue colonie, che avevano approfittato dei vari sconvolgimenti per liberarsi dall'impero che si era esteso da Cipro alla Persia al Caucaso e all'Egitto al massimo della sua potenza.
Nabopolassar tentò un contrattacco, marciando con il suo esercito in Assiria nel 616 a.C. cercando di assediare Assur e Arrapha (Kirkuk), ma venne sconfitto da Sin-shar-ishkun e ricacciato a Babilonia. Sembrava che si fosse verificato uno stallo, con Nabopolassar che non era riuscito a penetrare in Assiria nonostante il suo stato fortemente indebolito, e Sin-shar-ishkun incapace di espellere Nabopolassar da Babilonia a causa della incessante guerra civile nella stessa Assiria.
Tuttavia, l'equilibrio del potere venne decisamente ribaltato quando Ciassare, sovrano dei Medi e vassallo dell'Assiria, attaccò improvvisamente un'Assiria sfiancata dalla guerra, verso la fine del 615 a.C., saccheggiando Arrapha e Kalhu (la biblica Nimrud). Poi, nel 614 a.C., in alleanza con Sciti e Cimmeri, assediò e prese Assur, mentre Nabopolassar non rimase coinvolto in questi successi.
Durante il 613 a.C., l'esercito assiro si radunò e sembrò respingere con successo gli attacchi babilonesi, medi e sciti. Tuttavia, l'anno seguente, Nabopolassar e il re medio Ciassare guidarono una coalizione di forze, tra cui Babilonesi, Caldei, Medi, Persiani, Sciti e Cimmeri, in un attacco a Ninive. La dimensione delle forze schierate contro l'Assiria, nel suo stato indebolito, si rivelò straripante, e, dopo un assedio di tre mesi, seguito da combattimenti casa per casa, Ninive cadde e Sin-shar-ishkun venne ucciso mentre difendeva la sua capitale.
Nel frattempo, un generale assiro, Assur-uballit II, divenne re d'Assiria e secondo le Cronache babilonesi, gli fu offerta la possibilità di sottomettersi al vassallaggio dei governanti dell'alleanza. Tuttavia, rifiutò e riuscì a liberarsi di Ninive per creare una nuova capitale ad Harran. Nabopolassar, Ciassare e i loro alleati, combatterono quindi Ashur-uballit II per altri cinque anni, finché Harran non cadde nel 608 a.C. Dopo un tentativo fallito di riconquistare la città, Ashur-uballit II scomparve dalle pagine della storia.
Gli Egizi, con a capo il faraone Necao II, aveva invaso il Vicino Oriente nel 609 a.C., in un tardivo tentativo di aiutare i loro ex sovrani assiri. Nabopolassar (con l'aiuto di suo figlio e del futuro successore Nebuchadnezzar II) trascorse gli ultimi anni del suo regno allontanando gli Egizi (che erano supportati da mercenari greci e dai resti dell'esercito assiro) dalla Siria, dall'Asia Minore, dall'Arabia settentrionale e dalla Palestina. Nebuchadnezzar si dimostrò un capo militare capace ed energico, e gli Egizi, gli Assiri e i loro alleati mercenari furono infine sconfitti dai Babilonesi, dai Medi e dagli Sciti nella battaglia di Carchemish nel 605 a.C.
I babilonesi furono lasciati in possesso di gran parte dell'Assiria, con le parti nordiche detenute dai Medi. Tuttavia, sembra che non abbiano fatto alcun tentativo di occuparle, preferendo concentrarsi sulla ricostruzione della Mesopotamia meridionale.

### Nebucodonosor II 605–562 a.C.

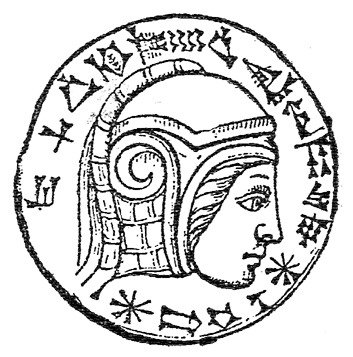
Un'incisione su una pietra di onice con un'iscrizione di Nabucodonosor II

Nabucodonosor II divenne re dopo la morte di suo padre.
Si occupò delle città e fu un costruttore spettacolare. Ricostruì tutte le principali città di Babilonia in maniera sontuosa. La sua attività edilizia a Babilonia la trasformò nell'immensa e bella città della leggenda. Essa copriva più di 23 km2, circondata da fossati e da una doppia cintura di mura. L'Eufrate scorreva nel centro della città, attraversato da un bellissimo ponte di pietra. Al centro della città si ergeva il gigantesco ziqqurat chiamato Etemenanki, "Casa della Frontiera tra il Cielo e la Terra", che giaceva accanto al tempio di Marduk.
Nabucodonosor II condusse campagne militari di successo in Siria e Fenicia, ottenendo tributi da Damasco, Tiro e Sidone e condusse numerose campagne in Asia Minore, nella "terra degli Hatti". Come gli Assiri, i Babilonesi dovevano fare una campagna annuale per controllare le loro colonie.
Nel 601 a.C., Nabucodonosor II fu coinvolto in una grande, ma inconcludente, battaglia contro gli Egizi. Nel 599 a.C., invase l'Arabia e instradò gli Arabi verso Qedar. Nel 597 a.C., invase il Regno di Giuda e conquistò Gerusalemme deponendo il suo re Ioiachin. Gli eserciti egizio e babilonese si combatterono l'un l'altro per il controllo del Vicino Oriente durante gran parte del regno di Nabucodonosor, e questo incoraggiò il re di Giuda Sedecia a ribellarsi. Dopo un assedio durato 18 mesi, Gerusalemme fu catturata nel 587 a.C., migliaia di Ebrei furono deportati a Babilonia e il Tempio di Salomone fu raso al suolo.
Nel 572 a.C., Nabucodonosor aveva il pieno controllo di Babilonia, Assiria, Fenicia, Palestina, Filistia, Arabia settentrionale e parti dell'Asia Minore. Combatté i faraoni Psammetico II e Aprie durante il suo regno, e nel 568 a.C., durante il regno del faraone Amasis, invase l'Egitto.

### Amil-Marduk 562–560 a.C.
Amil-Marduk era il figlio e successore di Nabucodonosor II e regnò solo due anni (562-560 a.C.). Secondo il libro biblico dei Re, perdonò e liberò Jehoiachin, re di Giuda, che era stato prigioniero a Babilonia per trentasette anni, presumibilmente, poiché cercò di modificare le politiche del padre, ma fu assassinato da Neriglissar, suo cognato.

### Neriglissar 560–556 a.C.

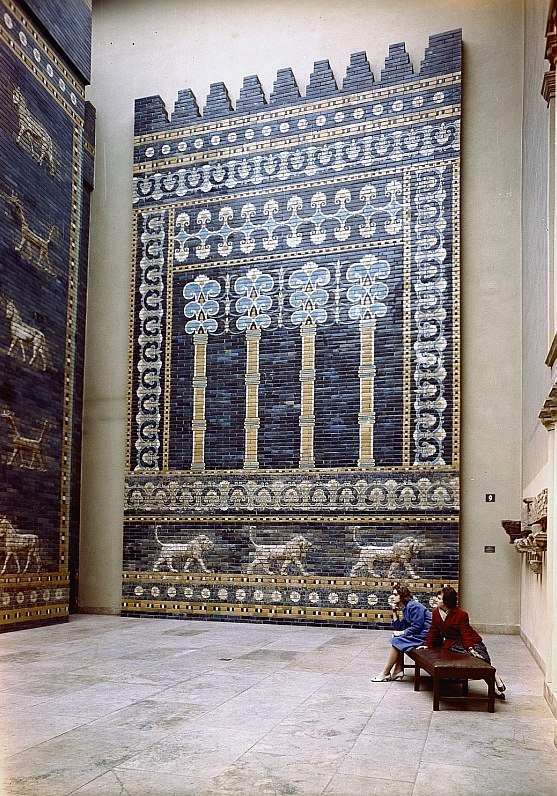
Parte del muro del palazzo reale di Babilonia ricostruito a fianco alla Porta di Ishtar al Pergamonmuseum (Berlino)

Neriglissar sembra essere stato un sovrano più tranquillo, realizzando una serie di lavori pubblici, restaurando templi ed altro.
Condusse campagne militari di successo contro la Cilicia, che aveva minacciato gli interessi babilonesi. Regnò comunque per soli quattro anni, e gli succedette il giovane Labashi-Marduk.
Non è chiaro se Neriglissar fosse egli stesso un membro della tribù caldea, o un nativo della città di Babilonia.

### Labashi-Marduk 556 a.C.
Labashi-Marduk fu re di Babilonia (556 a.C.), e figlio di Neriglissar. Succedette a suo padre quando era ancora un ragazzo, e venne ucciso, a seguito di una cospirazione politica, soltanto nove mesi dopo la sua incoronazione. Gli succedette Nabonide.

### Nabonide 556–539 a.C.
Di Nabonide (Nabû-na'id in babilonese) non sono chiare le credenziali nobiliari, sebbene non fosse un caldeo ma assiro, nato nella città di Harran. Si dice, nelle sue iscrizioni, che era di origini poco importanti. Allo stesso modo, sua madre Adda-Guppi, che visse fino ad età avanzata e potrebbe essere stata collegata al [tempio] del dio della luna accadico, Sîn ad Harran, nelle sue iscrizioni non menziona la sua discendenza. Suo padre era Nabû-balatsu-iqbi, un cittadino comune.
Per lunghi periodi affidò il dominio a suo figlio, il principe Baldassar, un soldato capace ma un politico mediocre. Tutto ciò lo rendeva in qualche modo impopolare nei confronti di molti dei suoi sudditi, in particolare i sacerdoti e la classe militare. I sacerdoti di Marduk lo odiavano a causa della sua soppressione del culto di Marduk e della sua elevazione del culto del dio della luna Sin. Quando Ciro il Grande conquistò Babilonia, si dichiarò il salvatore scelto da Marduk per ristabilire l'ordine e la giustizia.
Ad est, l'Impero achemenide stava crescendo in potenza, e Ciro il Grande era diventato molto popolare nella stessa Babilonia. Un senso dell'immagine negativa di Nabonedo, basata sulla religione, sopravvive nella letteratura ebraica, nelle opere di Josephus, e gli ebrei, inizialmente, ringraziarono i persiani come liberatori.

## Caduta di Babilonia
Nel 549 a.C., Ciro il Grande, il re achemenide di Persia, si ribellò contro il suo sovrano Astiage, re dei Medi, a Ecbatana. L'esercito di Astiage passò dalla parte del suo nemico, e Ciro si stabilì come governante di tutti i popoli iranici, così come degli Elamiti e dei Gutei.
Nel 539 a.C., Ciro invase Babilonia. Nabonedo mandò suo figlio Baldassar ad affrontare l'enorme esercito persiano; tuttavia, già in grande inferiorità numerica, fu tradito da Gobria, governatore dell'Assiria, che trasferì le sue forze alla parte persiana. Le truppe babilonesi furono sopraffatte nella battaglia di Òpis. Nabonedo fuggì a Borsippa, e il 12 ottobre, dopo che i genieri di Ciro avevano deviato le acque dell'Eufrate, i soldati di Ciro entrarono a Babilonia "senza combattere". Baldassar, secondo Senofonte, venne ucciso. Nabonedo si arrese e fu deportato. Le guardie gutee furono poste alle porte del grande tempio di Bel, dove le funzioni continuarono senza interruzione. Ciro giunse a Babilonia il 29 ottobre e Gobria, che aveva agito per lui in sua assenza, fu poi nominato governatore della provincia di Babilonia.
Ciro si proclamò come legittimo successore degli antichi re babilonesi e vendicatore di Bel-Marduk, il dio che era adirato per l'empietà di Nabonedo nel rimuovere le immagini degli dèi locali dai loro santuari ancestrali, nella sua capitale Babilonia. Nabonedo, infatti, aveva creato un forte sentimento contro di sé tentando di centralizzare la religione di Babilonia nel tempio di Marduk, ma dedicandolo al dio lunare Sin, alienandosi la simpatia dei sacerdozi locali, mentre il partito militare lo disprezzava a causa dei suoi gusti per l'antiquariato. Sembra che avesse lasciato la difesa del suo regno ad altri, occupandosi del lavoro a lui più congeniale di scavare tra i depositi di fondazione dei templi per determinare le date di costruzione e i loro costruttori.
L'invasione di Babilonia da parte di Ciro fu senza dubbio facilitata dall'esistenza di un partito disaffezionato allo stato e anche dalla presenza di esuli stranieri come gli ebrei. Di conseguenza, uno dei primi atti di Ciro fu quello di permettere a questi esuli di tornare nelle loro terre, portando con sé le immagini dei loro dèi e i loro vasi sacri. Il permesso era contenuto in un proclama, il Cilindro di Ciro, in cui il conquistatore tentava di giustificare la sua rivendicazione al trono babilonese. Il sentimento era ancora forte, secondo il quale nessuno aveva il diritto di governare l'Asia occidentale fino a quando non fosse stato consacrato a Bel e ai suoi sacerdoti. Perciò, Ciro assunse da allora in poi anche il titolo di "re di Babilonia" (lugal Tintirki), il cui impero ormai decaduto, insieme all'Assiria, divenne una provincia dell'Impero persiano achemenide.